# 雲竜大五郎
雲竜 大五郎（うんりゅう だいごろう）は、漫画『ドカベン』シリーズに登場する架空の人物。本名は青山 大五郎（あおやま だいごろう）。アニメ版の声優は大竹宏。

## 人物
- 高校時代のポジションは外野手（右翼手）、投手。外野手としては巨体とは思えないしなやかさで好守をし、投げては剛速球投手であった。
- 片手打ちでホームランを連発する怪力の持ち主で、パワーだけなら岩鬼を上回ると見られる描写もある。右利きだが、左手1本でも本塁打を打てる。当初は右打ちだったが、対山田の練習（右腕のみの過剰なトレーニング、投げ込みなど）のし過ぎで右腕が使えなくなってしまい、左手1本で打つようになった頃から左打席で打つようになり、2年秋に右腕の故障が癒えた後も左打ちだった。
- キャラクターの名前の由来は、横綱土俵入りの「雲竜型」であり、「不知火型」に由来する不知火守とペアでの命名。
- 身長は1年夏の時点では200cm、体重は150kg。2年夏時点では130kg[1]。

## 経歴

### 当初の中学時代
中学時代に鹿児島県で強打者として活躍して、数々の表彰状を得る。神奈川まで出向き、不知火守とともに、中学卒業が近い山田をライバル視するキャラクターとして登場し、高校進学のつもりがなかった山田を高校野球に誘いこんだ。また、中学野球の全国大会は九州で行われ、不知火の所属するチームと対戦した事までは明かされている。
山田と里中の前で、打撃練習中に、バットにボールをあてずに風圧でボールを50m先まで飛ばす「豪打・真空切り」を披露していたが、試合中にはその技を使うことはなかった（また、この時は左バッターだったが、高校進学後は右バッターになっていた）。
中学野球で得た表彰状の数々を「こんなもの（高校野球では）紙屑タイ」と自慢した際に里中に「捨てたんだろ?紙屑なんだろ?」と踏みつける挑発行為に出られる、打撃練習中に「真空切り」が決まらないのを見てバッティングセンスがないのだと嘲笑されるなど、初期の里中には力だけの選手と露骨に見下されていた。

### 高校２年秋に判明した中学時代までの経歴
山田太郎と同じ新潟県出身の、本名・青山大五郎と判明する。子どもの頃から長身であり、痩せ型ながらかなりの怪力と運動センスの持ち主で、相撲では無類の強さを発揮したが、少年相撲大会で同い年の山田と対戦し、敗れる。この時に優勝賞品である米一俵を逃したことから山田と因縁があった。父と死別している家の貧しさから素質を十分に発揮する環境に恵まれず、また大食漢ゆえに家計を逼迫したために相撲の師匠である雲竜又三郎に預けられる。この縁から雲竜大五郎と名乗るようになった。
その後又三郎の故郷の鹿児島で暮らし、食べることに不自由しなくなってからめきめき体重を増やした。そこでも才能の片鱗を見せながらも戦績に乏しく、また大食であるために又三郎の懐を逼迫させてしまい、ついに又三郎の友人が相撲部長を勤める東海高校のある神奈川へと移るという、波乱に満ちた少年時代をすごしている。相撲だけでなく野球でも片手で3本塁打を放つ非凡な才能を見せたが「自分より凄い奴がいる」との評判を得ていたのが山田だった。以後、山田への対抗心から高2秋まで雲竜は野球に専念する。

### 高校時代
高校1年の当初の夏の大会では「片手打ち」の強打者として勝ち進み、明訓と神奈川県大会決勝で対戦するが、「秘密投手」として試合途中から登板し、以降、投手兼四番打者となる。なお、「片手打ち」はその後、使わなくなる。因みに1年夏の時点ではピッチャー返しや体当たりなどを使う「壊し屋」としても認知されていた。1年秋の県大会準決勝の明訓との試合では、山田対策として「山田シフト」（王シフトの逆で、左翼側に野手を集め、外角に投球する）を行ったが、デッドボールで出塁された。
高校2年秋の激やせする過酷なトレーニングを課した理由として、「山田にはいつも土壇場でやられていた」と語っているが、実際は1年夏は初回に岩鬼正美が放った先頭打者本塁打（東海高校の投手雪村）による1点を守り切られるいわゆる「スミ1」敗戦、1年秋も2回に取られた1点を守り切られた敗戦であった。
なお、1年夏は里中智に高校時代唯一の完全試合を喫し、1年秋は里中が故障のため先発せず途中からの救援登板の上、山田が左手首に受けた死球のため途中から微笑三太郎と交代、2年夏はやはり里中が故障で先発せず（延長10回に救援登板）、殿馬一人も不在、山田も春の甲子園決勝で受けた死球の影響で右手首を故障し完全とはいえなかった明訓高校相手に一度は6点差をつけながら逆転負けと、続けてベストメンバーとは言えない明訓高校に敗れている。2年秋には40kgもの大減量をして挑んだが、自ら先制ホームランを放ちながら山田に逆転2ランを打たれ、敗戦。
ちなみに山田は、新潟時代から体格が大きく変わっていたため、この時まで雲竜=青山だと気づいていなかった。以後、一度は野球から離れた。なお、山田らの3年夏シーズンは、明訓高校は雲竜不在の東海高校に圧勝していることが『ダントツ』で語られている。
実は減量で体調が安定しなかったり途中で野球を辞めたりと、東海高校野球部への貢献度は不安定であった。
高校卒業後、角界に進む。『プロ野球編』では、1995年のオールスターで姿を見せたのみ。ダイエットで一時期細身になっていた体はこの時既に元に戻っていた。2001年のドラフトでロッテに雲竜そっくりの袖ヶ浦大五郎が入団し、雲竜なのではと疑われたこともあるが、別人だった。

### プロ時代
2005年、10年のブランクを経て四国アイアンドッグスに入団し、野球に復帰。ブランク期間中の動向は不明で、相撲を続けていたのかも定かではない。
主にDHのレギュラーとして出場している。片手打ちは入団当初のみ見られ、基本的に両手打ち。長いブランクのため、1年目は二軍暮らし。2006年の開幕戦では看板直撃の特大アーチを放っている。
ミスを連発した丸亀に代わり捕手を務めたこともあったが、正式なポジションは不明。

## 背番号
- 100（2005年 - ）